# Nevesika
Nevesika (lat. Athamanta), rod jednogodišnjih biljaka i trajnica iz poroodice štitarki smješten u podtribus Scandicinae.
Sastoji se od 12 vrsta rasprostranjenih od srednje Europe do Mediterana. U Hrvatskoj rastu tri vrste, nevesika žutkasta ili Athamanta aurea , planinska nevesika (Athamanta cretensis) i kadifasta nevesika (Athamanta turbith).

## Vrste
1. Athamanta aurea (Vis.) Neilr.
2. Athamanta cervariifolia (DC.) DC.
3. Athamanta cortiana Ferrarini
4. Athamanta cretensis L.
5. Athamanta densa Boiss. & Orph.
6. Athamanta hispanica Degen & Hervier
7. Athamanta montana (Webb ex Christ) Spalik, Wojew. & S. R. Downie
8. Athamanta ramosissima Port.
9. Athamanta sicula L.
10. Athamanta turbith (L.) Brot.
11. Athamanta vayredana (Font Quer) C. Pardo
12. Athamanta vestina A. Kern.

## Sinonimi
- Galbanon Adans.; Fam. Pl. 2: 499 (1763)
- Killinga Adans.; Fam. Pl. 2: 498 (1763), nom. rej.
- Petrocarvi Tausch; Flora 17: 355 (1834)
- Portenschlagiella Tutin; Feddes Repert. 71: 32 (1967)
- Portenschlagia Vis.; Fl. Dalmat. 3: 45 (1850), nom. illeg.
- Tinguarra Parl.; Webb & Berthel., Hist. Nat. Iles Canaries 3(2
- Tribula Hill; Veg. Syst. 6: 10 (1764)
- Turbith Tausch; Flora 17: 343 (1834)
- Turbitha Raf.; Good Book: 51 (1840)